# Poseidon (sottomarino autonomo)
Il Poseidon (in cirillico: Посейдон nome in codice NATO: Kanyon), precedentemente noto col nome in codice di progetto Status-6, è un veicolo sottomarino senza pilota a propulsione nucleare di fabbricazione russa, attualmente in fase avanzata di sviluppo, progettato dal Bureau Rubin ed equipaggiato di una testata nucleare al cobalto-60.
Presentato ufficialmente il 1º marzo 2018 nel corso dell'annuale discorso alla nazione del presidente della Federazione Russa Vladimir Putin, il Poseidon è de facto un siluro nucleare, in grado di infliggere danni irreparabili su ampie porzioni di costa e di entroterra. Tali risultati sarebbero possibili dalla combinazione degli effetti dell'esplosione della testata del vettore che, accreditata secondo i report iniziali di una potenza prossima ai 100 Mt, oltre a contaminare ampi tratti di mare a scapito di fauna e flora acquatiche, produrrebbe un'onda anomala tale da distruggere ogni attività umana. Stime più recenti, invece, ne hanno ridimensionato la potenza a 2 Mt.
Trasportato esternamente allo scafo di un sottomarino madre, i vettori designati all'utilizzo del Poseidon sono il Belgorod e il Chabarovsk. Entrambi i vettori sono stati opportunamente modificati per assolvere a tale compito.

## Storia
Negli anni 1950 lo Strategic Air Command americano avrebbe potuto distruggere l’Unione Sovietica con un attacco nucleare preventivo, senza che quest’ultima potesse opporsi o effettuare ritorsioni. Il fisico nucleare Andrei Sakharov propose lo sviluppo di un siluro armato con una testata nucleare da 10 Mt, in grado di devastare le coste degli Stati Uniti d'America, generando uno tsunami di enormi proporzioni, con onde alte 500 m, e inquinando le aree costiere con le radiazioni residue, al fine di distruggere l’industria ittica.
Il 9 novembre 2015, durante un incontro avvenuto a Sochi, nel sud della Russia, tra il Presidente Vladimir Putin e alcuni alti funzionari della difesa, alcune emittenti televisive locali ripresero tra le mani di un generale il progetto di un segretissimo drone sottomarino, denominato in codice Ocean Multipurpose System: Status-6. I notiziari serali della NTV e di Channel One del 10 novembre successivo mostrarono il filmato dell’incontro, compreso il documento con disegni e dettagli del progetto Status-6.  Il documento afferma che il sistema d’arma progettato sarà in grado di creare "estese zone di contaminazione radioattiva" nelle aree costiere "nemiche", rendendole "inadatte" per attività militari, economiche o di altro tipo "per lungo tempo". La reazione del portavoce del Cremlino, Dmitry Peskov alla fuga di informazioni fu moderata ma pochi servizi di informazione credettero che un simile progetto fosse sfuggito per una fortuita coincidenza ai militari russi, in quanto la riunione verteva proprio sulle contromisure da adottare in uno scontro ipotetico contro la NATO e gli Stati Uniti. Il giornale governativo Rossiiskaya Gazeta in seguito ha riportato i dettagli dell'arma, senza mostrare il diagramma apparso in televisione.
Secondo l'agenzia di intelligence americana CIA, l'incidente in televisione sarebbe stato solo un abile tentativo di disinformazione.
In una intervista rilasciata a Radio Sputnik, che fa parte dell'agenzia statale russa Sputnik, dal caporedattore della rivista Natsionalnaya Oborona Igor Korotchenko, quest'ultimo ha fornito alcuni dettagli sul sistema d'arma Status-6, che sarebbe una risposta asimmetrica allo schieramento del sistema di difesa missilistica NMD da parte degli Stati Uniti e della NATO, consentendo di trasportare una testata nucleare di grande potenza sulle coste statunitensi, neutralizzando qualsiasi dispositivo di difesa americano. Secondo Korotchenko, lo Status-6 non sarebbe stato pronto prima del 2019, ma alcune agenzie di intelligence occidentale hanno dichiarato che il 27 novembre 2015 ha avuto luogo un lancio sperimentale di tale sistema da parte del sommergibile sperimentale S-90 "Sarov".
Nel maggio 2022 il conduttore televisivo Dmitrij Kiselëv, intervistato dalla TV di Stato russa Channel One, ha dichiarato che il drone sottomarino può provocare un'onda marina radioattiva alta 500 metri e capace di distruggere il Regno Unito. La velocità di 125 mPh è sufficiente per non essere intercettati dai cacciatorpedinieri esistenti.

## Caratteristiche

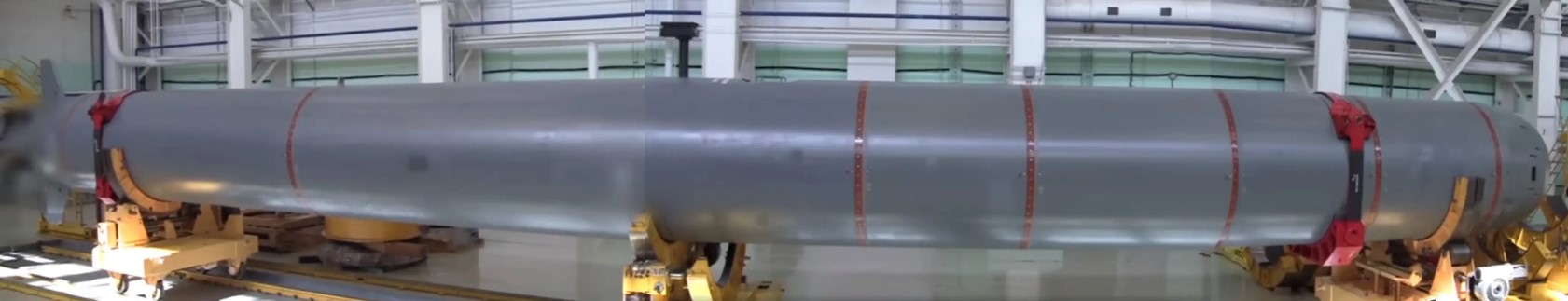
Il sottomarino autonomo strategico Poseidon.

Il mini-sottomarino robot Status-6 sarebbe sviluppato da Rubin , un ufficio di progettazione di sottomarini a San Pietroburgo armato con una testata nucleare al cobalto-59 da 10 megatoni, che in caso di esplosione potrebbe trasformarsi nel ben più radioattivo cobalto-60, in grado di inquinare vasti tratti di mare per un periodo di almeno cinque anni. Lanciato dai sottomarini a propulsione nucleare della classe Oscar K-139 Belgorod 09852 e classe Yasen modificata Chabarovsk 09851, il drone sottomarino sarebbe in grado di "evitare tutti i dispositivi di localizzazione acustica e altre trappole".
Secondo il documento, il drone avrebbe potuto essere lanciato da due nuovi modelli di sottomarini che la Russia aveva iniziato a produrre negli ultimi tre anni, ed avrebbe una portata massima tra le 5400 e le 6300 miglia nautiche (tra i 10000 e gli 11700 chilometri circa), viaggiando ad una velocità di crociera di 30 nodi (circa 55 km/h), ma con spunti di accelerazione fino a raggiungere una velocità massima di 100 nodi (185 km/h, 115 mph) ad una profondità di 1.000 metri grazie alla propulsione affidata ad un piccolo reattore nucleare dotato di pump-jet. Il drone è dotato di ogni tecnologia stealth disponibile al fine di ridurre la traccia acustica.
Recenti informazioni hanno ridotto la velocità massima a 56 nodi (100 km/h), e la profondità massima raggiungibile a 975 m, mentre confermano la gittata a 11500 km.

## Utilizzatori
Russia
- Voenno-morskoj flot

presumibilmente a partire dal 2027

### Esplicative
1. ↑  Tale televisione è sotto stretto controllo del Cremlino.
2. ↑  Peskov disse in quella occasione: È vero, informazioni classificate sono state riprese dalle telecamere. Alcune le abbiamo fatte cancellare, ma non siamo riusciti a ritirare l’intero girato. Ci auguriamo che questo non accadrà più in futuro.
3. ↑  Il sistema NMD dovrebbe intercettare i missili balistici intercontinentali russi sul territorio europeo.
4. ↑  Completato nel 2017, è ufficialmente designato come evoluzione della classe Oscar II Progetto 949A. Il battello svolgerà missioni di ricerca scientifica come piattaforma per sottomarini senza equipaggio e speciali attrezzature. Il K-139 è stato riprogettato con una nuova sezione centrale di trenta metri che ha portato le dimensioni del sottomarino a 184 metri. Trenta metri in più della classe Oscar originale ed undici più lungo della Classe Typhoon.

### Bibliografiche
1. 1 2 3 4 5 6 7 8  Ferretti 2018, p. 40.
2. ↑  (EN) New Russian weapons named, in Jane's 360, 23 marzo 2018. URL consultato il 5 aprile 2018 (archiviato dall'url originale il 29 marzo 2018).
3. ↑   Russia, le prime immagini del siluro a propulsione nucleare Poseidon, in Il Giornale, 20 luglio 2018. URL consultato il 14 febbraio 2019.
4. ↑  (EN) Russia Building Nuclear-Armed Drone Submarine, in The Washington Free Beacon, 8 settembre 2015. URL consultato il 6 gennaio 2018 (archiviato dall'url originale il 20 novembre 2015).
5. 1 2 3  Ferretti 2018, p. 41.
6. ↑  (EN) Kyle Mizokami, Russia Is Still Testing Its Terrifying Apocalypse Torpedo, su Popular Mechanics, 14 aprile 2021. URL consultato il 2 dicembre 2021.
7. 1 2  Why A Russian Super-Radioactive Atomic Torpedo Isn't The News You Think It Is  Archiviato il 25 maggio 2019 in Internet Archive.
8. 1 2 3  Russian Mystery Submarine Likely Deployment Vehicle for New Nuclear Torpedo. USNI News.
9. 1 2  What Is The Purpose Of Russia's Deadly Status-6 Torpedo
10. 1 2  Steven Pifer S. Russia's perhaps-not-real super torpedo.  Brookings Institution. November 18, 2015
11. 1 2 3  Oliphant R. Secret Russian radioactive doomsday torpedo leaked on television. Telegraph. 13 Nov 2015
12. ↑   ‘Assured unacceptable damage’: Russian TV accidentally leaks secret ‘nuclear torpedo’ design, su rt.com.
13. ↑  (EN) CIA: Leak of Nuclear-Armed Drone Sub Was Intentional, in The Washington Free Beacon, 19 novembre 2015. URL consultato il 6 gennaio 2018 (archiviato dall'url originale il 20 novembre 2015).
14. ↑  (EN) What Is The Purpose Of Russia's Deadly Status-6 Torpedo, in ValueWalk, 8 dicembre 2015. URL consultato il 16 dicembre 2017.
15. ↑   Russia threatens to make UK 'radioactive wasteland' with 500m 'nuclear tsunami' wave, su express.co.uk, 3 maggio 2022.
16. ↑   What is Russia's Poseidon nuclear drone and could it wipe out the UK in a radioactive tsunami?, su euronews.com, 5 maggio 2022. URL consultato il 13 gennaio 2023 (archiviato dall'url originale il 13 gennaio 2023).
17. ↑  Revealed: Russia's Top Secret Nuclear Torpedo. The Diplomat
18. ↑   Copia archiviata, su businessinsider.com.au. URL consultato il 6 gennaio 2018 (archiviato dall'url originale il 4 settembre 2017).
19. ↑  http://www.popularmechanics.com/military/weapons/a24216/pentagon-confirm-russia-submarine-nuke/

### Periodici
- Riccardo Ferretti, Le nuove armi strategiche della Russia, in Panorama Difesa, n. 374, Firenze, Ed. A.I. srl., maggio 2018,  pp. 4-15.